# Голос країни (п'ятий сезон)
«Голос країни 5» — п'ятий сезон співочого талант-шоу «Голос країни».
Тренерами п'ятого сезону шоу стали Святослав Вакарчук, Тіна Кароль, Потап, Олександр Пономарьов.
Фінал шоу відбувся 7 червня 2015. Перемогу в п'ятому сезоні «Голосу країни» здобув Копитін Антон Олександрович.

## Наосліп
| Випуск  | Тренери та їхні учасники                       | Тренери та їхні учасники                                                           | Тренери та їхні учасники                                  | Тренери та їхні учасники                           |
| Випуск  | Вакарчук                                       | Кароль                                                                             | Потап                                                     | Пономарьов                                         |
| ------- | ---------------------------------------------- | ---------------------------------------------------------------------------------- | --------------------------------------------------------- | -------------------------------------------------- |
| 01      | Андрій Лучанко Фелікс Шиндер Дарина Степанюк   | Анис Еттаеб                                                                        | Катерина Рибак Марта Малишняк                             | Владислав Кашпуренко Олена Пищікова                |
| 02      | Дмитро Іващенко Людмила Чеботина Андрій Пантюх | Елена Диаманди Інна Єгорова                                                        | Денис Лис Валерія Черевко Тетяна Решетняк Никита Обущенко | Тетяна Брянцева                                    |
| 03      | Георгій Луценко Сергій Папуша Ольга Гладюк     | Катерина Іванчук                                                                   | Лалі Ергемлідзе Артем Захаров Олексій Діброва             | Євген Толочний Володимир Трач Євген Морозов        |
| 04      | Емін Самедлі Вадим Чернов                      | Артем Мурач Антон Копитін                                                          | Олена Шинкар Олександр Господінов Дмитро Костюк           | Анна Благова Валерія Садовська Валентина Таран     |
| 05      | Мебо Нутсубідзе                                | Анна Шміляк Сергій Засс Юрій Ковальчук Святослав Лукинич Тетяна Козюк Джошуа Пратт | Дмитро Коток                                              | Яна Ковальова Вилен Арустамов                      |
| 06      | Микита Кириленко Сергій Томашевський           | Іван Пилипець Юлія Булатова                                                        | Давид Кадимян                                             | Валерія Чуприна Ольга Жовтоніжко Аліна Барановська |
| Загалом | 14                                             | 14                                                                                 | 14                                                        | 14                                                 |

## Бої
| Випуск | №  | Учасники             | Учасники             | Учасники             | Учасники             | Пісня                          | Тренер               |
| ------ | -- | -------------------- | -------------------- | -------------------- | -------------------- | ------------------------------ | -------------------- |
| 07     | 1  | Олексій Діброва      | Олексій Діброва      | Никита Обущенко      | Никита Обущенко      | Skyfall                        | Потап                |
| 07     | 2  | Анна Благова         | Анна Благова         | Олена Пищікова       | Олена Пищікова       | З ранку до ночі                | Олександр Пономарьов |
| 07     | 3  | Фелікс Шиндер        | Фелікс Шиндер        | Георгій Луценко      | Георгій Луценко      | Go Down Moses                  | Святослав Вакарчук   |
| 07     | 4  | Іван Пилипець        | Іван Пилипець        | Інна Єгорова         | Інна Єгорова         | Ой, Марічка чичері             | Тіна Кароль          |
| 07     | 5  | Анис Еттаеб          | Анис Еттаеб          | Юля Булатова         | Юля Булатова         | Do not cry                     | Тіна Кароль          |
| 07     | 6  | Владислав Кашпуренко | Владислав Кашпуренко | Аліна Барановська    | Аліна Барановська    | Пісня про рушник               | Олександр Пономарьов |
| 07     | 7  | Денис Лис            | Денис Лис            | Лалі Ергемлідзе      | Лалі Ергемлідзе      | Confide in me                  | Потап                |
| 07     | 8  | Сергій Папуша        | Сергій Папуша        | Дмитро Іващенко      | Дмитро Іващенко      | Києве мій                      | Святослав Вакарчук   |
| 07     | 9  | Катерина Іванчук     | Катерина Іванчук     | Артем Мурач          | Артем Мурач          | Не йди                         | Тіна Кароль          |
| 08     | 1  | Давид Кадимян        | Давид Кадимян        | Олена Шинкар         | Олена Шинкар         | The Prayer                     | Потап                |
| 08     | 2  | Емін Самедлі         | Емін Самедлі         | Андрій Пантюх        | Андрій Пантюх        | Crying In The Rain             | Святослав Вакарчук   |
| 08     | 3  | Антон Копитін        | Антон Копитін        | Тетяна Козюк         | Тетяна Козюк         | Ветер перемен                  | Тіна Кароль          |
| 08     | 4  | Дмитро Коток         | Дмитро Коток         | Валерія Черевко      | Валерія Черевко      | Hideaway                       | Потап                |
| 08     | 5  | Володимир Трач       | Володимир Трач       | Яна Ковальова        | Яна Ковальова        | Я піду в далекі гори           | Олександр Пономарьов |
| 08     | 6  | Людмила Чеботина     | Людмила Чеботина     | Ольга Гладюк         | Ольга Гладюк         | Earth song                     | Святослав Вакарчук   |
| 08     | 7  | Святослав Лукинич    | Святослав Лукинич    | Джошуа Пратт         | Джошуа Пратт         | Моє серце                      | Тіна Кароль          |
| 08     | 8  | Вадим Чернов         | Вадим Чернов         | Дарина Степанюк      | Дарина Степанюк      | Цвіте терен                    | Святослав Вакарчук   |
| 08     | 9  | Ольга Жовтоніжко     | Ольга Жовтоніжко     | Валерія Садовська    | Валерія Садовська    | Пристрасть                     | Олександр Пономарьов |
| 08     | 10 | Артем Захаров        | Артем Захаров        | Катерина Рибак       | Катерина Рибак       | Я ніколи нікому тебе не віддам | Потап                |
| 09     | 1  | Мебо Нутсубідзе      | Мебо Нутсубідзе      | Сергій Томашевський  | Сергій Томашевський  | Radioactive                    | Святослав Вакарчук   |
| 09     | 2  | Дмитро Костюк        | Дмитро Костюк        | Олександр Господінов | Олександр Господінов | Aint no sunshine               | Потап                |
| 09     | 3  | Євген Толочний       | Євген Толочний       | Тетяна Брянцева      | Тетяна Брянцева      | Лиш Вона                       | Олександр Пономарьов |
| 09     | 4  | Анна Шміляк          | Анна Шміляк          | Елена Диаманди       | Елена Диаманди       | Heavy cross                    | Тіна Кароль          |
| 09     | 5  | Євген Морозов        | Євген Морозов        | Валерія Чуприна      | Валерія Чуприна      | Кажуть все мине                | Олександр Пономарьов |
| 09     | 6  | Юрій Ковальчук       | Юрій Ковальчук       | Сергій Засс          | Сергій Засс          | O mio Caro                     | Тіна Кароль          |
| 09     | 7  | Валентина Таран      | Валентина Таран      | Вілен Арустамов      | Вілен Арустамов      | Троянда Ружа                   | Олександр Пономарьов |
| 09     | 8  | Андрій Лучанко       | Андрій Лучанко       | Микита Кириленко     | Микита Кириленко     | Superstition                   | Святослав Вакарчук   |
| 09     | 9  | Марта Малишняк       | Марта Малишняк       | Тетяна Решетняк      | Тетяна Решетняк      | Очі на піску                   | Потап                |

## Нокаути
| Випуск | №                 | Учасники              | Пісня                     | Тренер               |
| ------ | ----------------- | --------------------- | ------------------------- | -------------------- |
| 10     |                   |                       |                           |                      |
| 1      | Давид Кадимян     | Не питай              | Потап                     |                      |
| 2      | Дмитро Костюк     | Люди як кораблі       | Потап                     |                      |
| 3      | Катерина Рибак    | На Острове Любви      | Потап                     |                      |
| 4      | Георгій Луценко   | Ой чий то кінь стоїть | Потап                     |                      |
| 1      | Катерина Іванчук  | Lovin You             | Тіна Кароль               |                      |
| 2      | Аніс Еттаеб       | Aicha                 | Тіна Кароль               |                      |
| 3      | Іван Пилипець     | Лиш раз цвіте любов   | Тіна Кароль               |                      |
| 4      | Джошуа Пратт      | Hallelujah            | Тіна Кароль               |                      |
| 1      | Олена Шинкар      | Hijo de la luna       | Олександр Пономарьов      |                      |
| 2      | Валерія Чуприна   | Still loving you      | Олександр Пономарьов      |                      |
| 3      | Анна Благова      | Ти дочекайся мене     | Олександр Пономарьов      |                      |
| 4      | Валерія Садовська | Feeling good          | Олександр Пономарьов      |                      |
| 1      | Андрій Пантюх     | Feeling good          | Святослав Вакарчук        |                      |
| 2      | Мебо Нутсубідзе   | Street Spirit         | Святослав Вакарчук        |                      |
| 3      | Людмила Чеботина  | Чом ти не прийшов     | Святослав Вакарчук        |                      |
| 4      | Яна Ковальова     | It's Raining Men      | Святослав Вакарчук        |                      |
| 12     | 1                 | Валерія Черевко       | Стицамен                  | Потап                |
| 12     | 2                 | Тетяна Решетняк       | Водограй                  | Потап                |
| 12     | 3                 | Лалі Ергемлідзе       | Toxic                     | Потап                |
| 12     | 4                 | Микита Обушенко       | Part of me                | Потап                |
| 12     | 1                 | Сергій Папуша         | Tous Les Memes            | Тіна Кароль          |
| 12     | 2                 | Антон Копитін         | Grace Kelly               | Тіна Кароль          |
| 12     | 3                 | Анна Шміляк           | Перемен                   | Тіна Кароль          |
| 12     | 4                 | Юрій Ковальчук        | Le Temps Des Cathedrales  | Тіна Кароль          |
| 12     | 1                 | Володимир Трач        | Une Vie D'amour           | Олександр Пономарьов |
| 12     | 2                 | Євген Толочний        | In the Shadovs            | Олександр Пономарьов |
| 12     | 3                 | Владислав Кашпуренко  | Luna tu                   | Олександр Пономарьов |
| 12     | 4                 | Вілен Арустамов       | Confessa                  | Олександр Пономарьов |
| 12     | 1                 | Вадим Чернов          | Косив Ясь конюшину        | Святослав Вакарчук   |
| 12     | 2                 | Андрій Лучанко        | Чорні брови карії очі     | Святослав Вакарчук   |
| 12     | 3                 | Дмитро Іващенко       | I was made for loving you | Святослав Вакарчук   |
| 12     | 4                 | Фелікс Морозов        | Ой там на горі            | Святослав Вакарчук   |

## Прямий ефір

### Чвертьфінал
| Випуск | №  | Учасники             | Пісня                       | Тренер               |
| ------ | -- | -------------------- | --------------------------- | -------------------- |
| 12     | 1  | Іван Пилипець        | Я і Сара                    | Тіна Кароль          |
| 12     | 2  | Антон Копитін        | Relax                       | Тіна Кароль          |
| 12     | 3  | Юрій Ковальчук       | Заколишу                    | Тіна Кароль          |
| 12     | 4  | Аніс Еттаеб          | Кохана                      | Тіна Кароль          |
| 12     | 5  | Микита Обушенко      | Нелюбимая                   | Потап                |
| 12     | 6  | Катерина Рибак       | Homeless                    | Потап                |
| 12     | 7  | Дмитро Костюк        | All of me                   | Потап                |
| 12     | 8  | Тетяна Решетняк      | Хава нагіла                 | Потап                |
| 12     | 9  | Валерія Садовська    | Выше облаков                | Олександр Пономарьов |
| 12     | 10 | Євген Толочний       | Сам собі країна             | Олександр Пономарьов |
| 12     | 11 | Валерія Чуприна      | Чому так гірко плакала вона | Олександр Пономарьов |
| 12     | 12 | Владислав Кашпуренко | The winner takes it all     | Олександр Пономарьов |
| 12     | 13 | Людмила Чеботина     | Non, je ne regrette rien    | Святослав Вакарчук   |
| 12     | 14 | Мебо Нутсубідзе      | Стоїть гора високая         | Святослав Вакарчук   |
| 12     | 15 | Андрій Лучанко       | Я піду в далекі гори        | Святослав Вакарчук   |
| 12     | 16 | Фелікс Шиндер        | Michelle                    | Святослав Вакарчук   |

### Півфінал
| Випуск | №                                                                                         | Тренер                                                                                    | Учасники                                                                                  | Пісня |
| ------ | ----------------------------------------------------------------------------------------- | ----------------------------------------------------------------------------------------- | ----------------------------------------------------------------------------------------- | ----- |
| 13     |                                                                                           |                                                                                           |                                                                                           |       |
| 1      | Святослав Вакарчук                                                                        | Мебо Нутсубідзе                                                                           | Enjoy the silence                                                                         |       |
| 2      | Святослав Вакарчук                                                                        | Андрій Лучанко                                                                            | Take me to church                                                                         |       |
| 3      | Андрій Лучанко, Мебо Нутсубідзе і Святослав Вакарчук «Гуцулка Ксеня»                      | Андрій Лучанко, Мебо Нутсубідзе і Святослав Вакарчук «Гуцулка Ксеня»                      | Андрій Лучанко, Мебо Нутсубідзе і Святослав Вакарчук «Гуцулка Ксеня»                      |       |
| 4      | Тіна Кароль                                                                               | Антон Копитін                                                                             | Зорепадом                                                                                 |       |
| 5      | Тіна Кароль                                                                               | Іван Пилипець                                                                             | Тече вода                                                                                 |       |
| 6      | Антон Копитін, Іван Пилипець і Тіна Кароль «Чому бентежно»                                | Антон Копитін, Іван Пилипець і Тіна Кароль «Чому бентежно»                                | Антон Копитін, Іван Пилипець і Тіна Кароль «Чому бентежно»                                |       |
| 7      | Потап                                                                                     | Дмитро Костюк                                                                             | Set fire to the rain                                                                      |       |
| 8      | Потап                                                                                     | Тетяна Решетняк                                                                           | We are the champions                                                                      |       |
| 9      | Потап, Дмитро Костюк і Тетяна Решетняк «Старі фотографії»                                 | Потап, Дмитро Костюк і Тетяна Решетняк «Старі фотографії»                                 | Потап, Дмитро Костюк і Тетяна Решетняк «Старі фотографії»                                 |       |
| 10     | Олександр Пономарьов                                                                      | Владислав Кашпуренко                                                                      | Besame Mucho                                                                              |       |
| 11     | Олександр Пономарьов                                                                      | Євген Толочний                                                                            | I don't wanna miss a thing                                                                |       |
| 12     | Євген Толочний, Владислав Кашпуренко і Олександр Пономарьов «Заспіваймо пісню за Україну» | Євген Толочний, Владислав Кашпуренко і Олександр Пономарьов «Заспіваймо пісню за Україну» | Євген Толочний, Владислав Кашпуренко і Олександр Пономарьов «Заспіваймо пісню за Україну» |       |

### Суперфінал
| Випуск        | №                                    | Тренер                               | Учасники                 | Пісня |
| ------------- | ------------------------------------ | ------------------------------------ | ------------------------ | ----- |
| 14            |                                      |                                      |                          |       |
| Перша частина |                                      |                                      |                          |       |
| 1             | Олександр Пономарьов                 | Євген Толочний                       | What do you want from me |       |
| 2             | Святослав Вакарчук                   | Андрій Лучанко                       | Counting Stars           |       |
| 3             | Потап                                | Тетяна Решетняк                      | Свіча                    |       |
| 4             | Тіна Кароль                          | Антон Копитін                        | I Want To Break Free     |       |
| Друга частина |                                      |                                      |                          |       |
| 5             | Тетяна Решетняк та Потап             | Тетяна Решетняк та Потап             | Минає день, минає ніч    |       |
| 6             | Антон Копитін та Тіна Кароль         | Антон Копитін та Тіна Кароль         | Материнська любов        |       |
| 7             | Андрій Лучанко та Святослав Вакарчук | Андрій Лучанко та Святослав Вакарчук | Черемшина                |       |
| Третя частина |                                      |                                      |                          |       |
| 8             | Потап                                | Тетяна Решетняк                      | Колискова зорі           |       |
| 9             | Тіна Кароль                          | Антон Копитін                        | Два кольори              |       |

## Див.також
- Голос країни (перший сезон)
- Голос країни (другий сезон)
- Голос країни (третій сезон)
- Голос країни (четвертий сезон)
- Голос країни (шостий сезон)
- Голос країни (сьомий сезон)
- Голос країни (восьмий сезон)
- Голос. Діти